# Богуния (лагерь)
Богу́ния — один из крупнейших гитлеровских лагерей для военнопленных, cуществовавший в 1941—1943 годах на окраине города Житомир.

## Общие сведения
Концентрационный лагерь Богуния, по немецкой терминологии «Шталаг 358» (нем. Stalag 358), являясь одним из крупнейших гитлеровских лагерей для военнопленных, располагался в бывших армейских казармах одноимённого села с июля 1941 года по май 1943 года. В настоящее время эта территория вошла в черту украинского города Житомир.

## Некоторые факты
Летом 1941 года лагерь содержал более 100 тысяч военнопленных. Люди жили в условиях невероятной скученности и значительных ограничений в еде. Лишь незначительная часть узников разместилась в зданиях. Большинство оказалось под открытым небом. Осенью 1941 года в лагере возникла эпидемия дизентерии и сыпного тифа. Больных и раненых не лечили. Их расстрелы происходили ежедневно. Еду заключённые получали один раз в сутки — 100 граммов проса и пол-литра воды. Смертность от голода и истощения была очень высокая — ежедневно до 40 человек.
В сентябре 1941 года было организовано лагерное подполье. В декабре 1942 года подпольщики начали строить подземный туннель с глубиной 10-15 м и длиной 70 м, по плану, выходивший за пределы ограждения. Вследствие предательства стройка была раскрыта, что привело к усилению репрессий.

## Итоги существования
В мае 1943 года лагерь был расформирован. Узников вывезли в Германию. Общее число погибших в Богунии, за всё время существования лагеря, оценивается в 79 тысяч человек.

## Память
В 1996 году в Житомире, на месте лагеря Богуния был открыт Мемориал «Жертвам фашизма», скульптора Й. С. Табачника.